# Новолуганське
Новолуга́нське — селище Світлодарської міської громади Бахмутського району Донецької області, Україна. Населення 3830 осіб. Окуповане військами РФ з 26 липня 2022 року.

## Назва
Назва вірогідно походить від назви селища Луганське та річки Лугань.

## Адміністративне підпорядкування
З моменту заснування селище підпорядковувалося Бахмутському (до 2016 – Артемівському) району Донецької області.
З 2020 року Новолуганську сільську раду (якій підпорядковуються селища Гладосове, Доломітне та Травневе і с. Семигір’я) включено до складу Світлодарської міської громади

## Географія
Селище розташоване в північно-східній частині Донецької області, на плато Донецького кряжу, в 32 км на південий-схід від районного центру  — міста Бахмута, на лівому (західному) березі Вуглегірського водосховища. На протилежному березі водосховища знаходиться місто Світлодарськ. Площа населеного пункту — 2 км2.

## Археологія
На території селища досліджено курганні поховання доби міді–бронзи та 2 сарматських поховання, знайдено залізний кинджал, сагайдак із стрілами та мідний казан з написом

## Історія
Селище засноване у 1920-х рр. як хутор Рябих у межах Калінінської сільської ради Донецької губернії. Першими жителями стала родина Доценків, яка переселилася з с. Государів Байрак (нині у межах м. Горлівка Донецької обл.).
За даними протоколу засідання президії Петровського райвиконкому, 1929 році в селищі були виселені 15 селян (10 так званих кулаків і 5 середняків), а їхнє майно передали свинотресту. В 1930 році в селищі створено радгосп імені 1 Травня, що мав 5,8 тис. га сільськогосподарських угідь та займався свинарством (в 1957 році напрям змінено на овочево-молочний).
Від жовтня 1941 до вересня 1943 – під німецькою окупацією.
На початку 1970-х років у Новолуганському діяли центральна садиба радгоспу імені 1 Травня, восьмирічна школа, будинок культури на 300 місць, бібліотека, дитячі ясла.
З 1974 року по 1996 працював радгосп-комбінат «Вуглегірський» з відгодівлі свиней потужністю 108 тис. голів на рік. Його засновник і незмінним директором був В. Кафтанов, який відзначився як новатор сільськогосподарського виробництва.
З 1991 року до радгоспу-комбінату «Вуглегірський» приєднано радгосп ім. 1-го Травня.
В 1997 році створено АТ «Бахмутський аграрний союз», що спочатку утримувало 300 голів, в 2000 році – 15 тис., в 2003 році – 34 тис., в 2007 році – 62 тис. голів свиней. Відтоді ж почало вирощування зернових культур і розведення великої рогатої худоби сільськогосподарським підприємством «Первомайське» (пізніше – «Востокагро»)

### Період з 2014 року по 2022 рік
Від 2014 населені пункти Новолуганської сільської ради – в зоні активних бойових дій між ЗС України та сепаратистами так званої ДНР.
Під час війни на сході України 24 липня 2014 року на блокпост зенітно-артилерійського взводу під Новолуганським здійснено напад, обстріл вівся з гранатометів. Тоді загинули троє вояків — старший солдат 93-ї бригади Ігор Берестенко, Олександр Григорович, солдат Олександр Караченцев.
Під час бойових дій на Світлодарській дузі 23 грудня 2016 року внаслідок наступу селище було зайняте українськими військовими — перед тим воно тривалий час перебувало в «сірій зоні».
Вночі з 17 на 18 січня 2017 року ДРГ сепаратистів намагалася прорватися в Новолуганське, бійці 46-го окремого батальйону спецпризначення «Донбас Україна» відбили атаку. 18 грудня 2017 року збройні формування самопроголошеної ДНР обстріляли Новолуганське з «Градів», поранень зазнали 8 осіб.
До листопада 2017 року була тимчасово окупована більша частина с. Травневого та с. Гладосове, які були звільнені українськими військовослужбовцями. У травні 2019 до складу Новолуганської сільської ради включено деокуповане с. Гладосове, що належало до Гольмівської селищної ради Микитівського району Горлівської міськради
У серпні 2019 року поблизу селища було відремонтовано пошкоджену ділянку газопроводу. Роботи проведено за сприяння української сторони Спільного центру з контролю та координації та Спеціальної моніторингової місії ОБСЄ.
14 лютого 2021 року в результаті підриву на п'яти мін поблизу новолуганського загибли, Войтенко Олександр Володимирович, Олексієнко В'ячеслав Сергійович, Мироненко Дмитро Олегович.
Під час російського вторгнення в Україну у 2022 році за місто велися бої. 17 червня російська армія захопила Доломітне та підійшла до Новолуганського. У ніч на 27 липня Новолуганське було захоплено російськими військами у наслідок відступу ЗСУ.

## Населення

### Мова
Розподіл населення за рідною мовою за даними перепису 2001 року:
| Мова            | Кількість | Відсоток |
| --------------- | --------- | -------- |
| російська       | 2528      | 66.01%   |
| українська      | 1249      | 32.61%   |
| білоруська      | 5         | 0.13%    |
| румунська       | 1         | 0.02%    |
| інші/не вказали | 47        | 1.23%    |
| Усього          | 3830      | 100%     |

## Економіка
- Свинокомплекс ПрАТ Бахмутський аграрний союз - одне з найбільших підприємств промислового свинарства в Україні.
- Новолуганський хлібокомбінат

## Соціальна сфера

### Освіта
- Новолуганська загальноосвітня школа І-ІІІ ступенів [14]
- дитсадок
- школа мистецтв

### Культура
- Центр естетичного виховання та дозвілля «Юність»
- Клуб-музей
- Бібліотека

### Охорона здоров’я
- Новолуганська амбулаторія КНП "ЦПМСД Бахмутської районної ради"[15]

### Релігія
- Свято-Вознесенська православна парафія - Свято-Вознесенський храм УПЦ МП[16]

## Пам'ятки
У селищному парку встановлено пам'ятник 32 радянським воїнам, які загинули під час визволення Новолуганського у період Другої світової війни.